# Velleia macrophylla
Velleia macrophylla är en tvåhjärtbladig växtart som först beskrevs av Lindley, och fick sitt nu gällande namn av George Bentham. Velleia macrophylla ingår i släktet Velleia och familjen Goodeniaceae. Inga underarter finns listade i Catalogue of Life.